# (66) Maja
(66) Maja – planetoida z pasa głównego planetoid okrążająca Słońce w ciągu 4 lat i 113 dni w średniej odległości 2,65 j.a. Została odkryta 9 kwietnia 1861 roku w obserwatorium Cambridge przez Horacego Tuttle’a. Planetoida została jednak zagubiona wkrótce po odkryciu. W 1876 odnalazł ją ponownie austriacki astronom Johann Palisa.
Nazwa planetoidy pochodzi od Mai, najstarszej z Plejad w mitologii greckiej.